# Norbert Frištacký
Norbert Frištacký (Púchov, Eslováquia, 8 de novembro de 1931 – Bratislava, 5 de julho de 2006) foi um informático eslovaco.
Fristacky estabeleceu a disciplina de ciência da computação na Universidade Técnica Eslovaca de Bratislava (STU). Obteve um doutorado em 1964 com estudos sobre circuitos lógicos e foi professor na STU em Bratislava desde o estabelecimento de sua própria faculdade de ciência da computação em 1974.
Recebeu o Prêmio Pioneiro da Computação de 1996. Recebeu o prêmio pela descoberta da arquitetura de computadores com Single Instruction Parallel Operations (SIPO), também chamado Very Long Instruction Word (VLIW), independentemente de Josh Fisher, Glen Culler e Bob Rau.